# Histiogamphelus
Genre
Histiogamphelus est un genre de poissons téléostéens de la famille des Syngnathidae, de la sous-famille des Hippocampinae selon ITIS ou de la sous-famille des Syngnathinae selon WoRMS. Il regroupe deux espèces occupant des zones subtropicales (est de l'océan Indien ; sud de l'Australie).

## Liste des espèces
Selon FishBase (30 janv. 2015) et World Register of Marine Species (4 sept. 2021) :
- Histiogamphelus briggsii McCulloch, 1914. Briggs pipefish.
- Histiogamphelus cristatus (Macleay, 1881). Macleay's crested pipefish.